# Ognian Nikolov
Ognian Nikolov   (Sofia, 13 de juny de 1949) és un lluitador búlgar, ja retirat, especialista en lluita lliure, que va competir durant les dècades de 1960 i 1970.
El 1972 va prendre part en els Jocs Olímpics d'Estiu de Múnic, on guanyà la medalla de plata en la competició del pes mini mosca del programa lluita lliure.
En el seu palmarès també destaca una medalla de bronze al Campionat del Món de 1971, així com tres medalles al Campionat d'Europa, una d'or, una de plata i una de bronze, entre el 1969 i el 1974.